# Кузнецов, Иван Лазаревич
Иван Лазаревич Кузнецов (1913—1991) — майор Советской Армии, участник Великой Отечественной войны, Герой Советского Союза (1943).

## Биография
Родился 20 июня 1913 года в селе Закрутое (ныне — Куйбышевский район Калужской области).
Окончил среднюю школу и курсы учителей в Алтайском крае. В 1935 году был призван на службу в Рабоче-крестьянскую Красную Армию. В 1938 году окончил Томское артиллерийское училище.
С ноября 1941 года — на фронтах Великой Отечественной войны. Принимал участие в боях на Западном, Закавказском и Северо-Кавказском фронтах. В боях два раза был тяжело ранен. Проявил мужество и храбрость под Мценском — грамотно командовал противотанковой батарей (45-мм орудий) ОМСДОН, переданной в состав 34-го полка НКВД. Событию и его участникам была посвящена передовая статья газеты «Красная звезда» за 24 октября 1941 года.
К ноябрю 1942 года старший лейтенант Иван Кузнецов командовал батареей 34-го мотострелкового полка Орджоникидзевской дивизии войск НКВД Северной группы войск Закавказского фронта. 9-10 ноября 1942 года, участвуя в наступлении в районе посёлка Гизель Пригородного района Северной Осетии, батарея Кузнецова своим огнём уничтожила 1 танк, несколько вражеских дзотов и около роты вражеской пехоты, благодаря чему стрелковые части успешно выполнили боевую задачу.
Указом Президиума Верховного Совета СССР «О присвоении звания Героя Советского Союза начальствующему составу Красной Армии» от 17 апреля 1943 года за «образцовое выполнение боевых заданий командования на фронте борьбы с немецкими захватчиками и проявленные при этом отвагу и геройство» был удостоен высокого звания Героя Советского Союза с вручением ордена Ленина и медали «Золотая Звезда» за номером 2746.
После окончания войны продолжал службу во внутренних войсках. В 1955 году в звании майора он был уволен в запас. Проживал в Куйбышеве, работал инженером завода «Электрощит».
Скончался 14 ноября 1991 года, похоронен на Рубёжном кладбище города Самара.
Был также награждён орденом Отечественной войны 1-й степени и тремя орденами Красной Звезды, рядом медалей.